# Degen (Familienname)
Degen ist ein deutscher Familienname.

## Namensträger

### A
- Alberich Degen (1625–1686), deutscher Geistlicher, Abt von Ebrach
- Alois Degen (1912–1985), deutscher Jurist und Verwaltungsbeamter
- Andreas Degen (* 1969), deutscher Germanist, Literaturwissenschaftler und Hochschullehrer
- Anton Degen (1920–1978), deutscher Politiker (SPD), MdL Bayern
- Árpád von Degen (1866–1934), ungarischer Botaniker
- August Degen (1850–1924), deutscher Politiker (Zentrum) und Agrarfunktionär

### B
- Barbara Degen (* 1941), deutsche Juristin, Frauenrechtsaktivistin, Feministin und Autorin
- Benjamin Degen (1933–2013), Schweizer Politiker (PdA, PdA 1944)
- Bernard Degen (* 1952), Schweizer Historiker
- Bernd Degen (* 1947), deutscher Autor und Herausgeber
- Bernhard Degen (* vor 1973), österreichischer Journalist, Chefredakteur und Weinkritiker
- Bob Degen (* 1944), US-amerikanischer Jazz-Pianist

### C
- Carl Ferdinand Degen (1766–1825), deutsch-dänischer Mathematiker
- Carlo Degen (* 1988), deutscher Theater- und Fernsehschauspieler
- Celina Degen (* 2001), österreichische Fußballspielerin
- Christian Degen (* 1969), Schweizer Architekt
- Christoph Degen (* 1980), deutscher Politiker (SPD)

### D
- David Degen (* 1983), Schweizer Fußballspieler
- Dismar Degen (vor 1700–1751), deutscher Maler

### E
- Elisabeth Degen (* 1971), deutsche Schauspielerin
- Ernst Degen (1904–1990), österreichischer Maler
- Erwin Degen (1933–2012), deutscher Politiker (SPD)
- Evelin Degen (* 1966), deutsche Flötistin
- Ewald Degen (1899–1983), deutscher kommunistischer Widerstandskämpfer

### F
- Fedor Degen (1814–1882), deutscher Apotheker und Friedensrichter
- Frank Degen (* 1954), deutscher Polizist und Politiker (REP)
- Franz Degen (Komponist) (1859–1934), Schweizer Komponist, Dirigent, Musikverleger und Zitherspieler
- Franz Degen (Maler) (1873–1914), deutscher Maler
- Friedrich Degen (Physiker) (1802–1850), deutscher Physiker, Chemiker und Geologe
- Friedrich Degen (Politiker) (1848–1913), Schweizer Politiker (FDP)
- Fritz Degen (1895–1954), Schweizer Unternehmer

### G
- Georg Degen (?–1932), deutscher Unternehmer und Firmengründer
- Georges Degen (1928–2008), Schweizer Politiker (PdA, POCH)

### H
- Hans Degen (1899–1971), deutscher Offizier, zuletzt Generalleutnant im Zweiten Weltkrieg
- Hans Rudolf Degen (1933–2018), Schweizer Raum- und Stadtplaner sowie Geschichtsforscher
- Heide Degen (* 1937), deutsche Politikerin (CDU)
- Heinrich Degen (Sammler) (1791–1848), deutscher Kommerzienrat und Kunstsammler
- Heinrich Degen (1902–1970), deutscher Politiker
- Helmut Degen (1911–1995), deutscher Komponist
- Horst Degen (1913–1996), deutscher Marineoffizier
- Horst Degen (Statistiker) (* 1949), deutscher Statistiker und Hochschullehrer
- Horst-Franz Degen (* 1954), deutscher Fußballspieler

### J
- Jacob Degen (1900–1940), deutscher Kaufmann
- Jakob Degen (Neuscholastiker) (auch Jakob Schegk; 1511–1587), deutscher Jurist, Mediziner, Philosoph und Metaphysiker
- Jakob Degen (Erfinder) (1760?–1848), schweizerisch-österreichischer Uhrmacher und Luftfahrtpionier
- Jakob Degen (Verwaltungsbeamter) (1859–1947), deutscher Verwaltungsbeamter, Bezirksamtmann
- Jeremias Degen (* 1994), Schweizer Unihockeytrainer
- Johan Philip Degen (1738–1789), deutscher Maler und Kammermusiker
- Johann Degen (Komponist) (um 1585–1637), deutscher Komponist und Pfarrer
- Johann Degen (Bildhauer) (1849–1916), deutscher Bildhauer
- Johann Friedrich Degen (1752–1836), deutscher Schriftsteller und Philologe
- Johannes Degen (1430–1482), deutscher Stiftspropst und Universitätskanzler, siehe Johannes Tegen
- Johannes Degen (Theologe) (1941–2022), deutscher evangelischer Theologe
- Johannes Degen (Schauspieler) (* 2007), deutscher Schauspieler
- Johannes Dietz Degen (1910–1989), schwedischer Komponist
- Josef Vinzenz Degen (1763–1827), österreichischer Buchdrucker
- Josef Wolfgang Degen (1947–2024), deutscher Philosoph und Mathematiker
- Julius Degen (1876–1941), Schweizer Ingenieur
- Jürgen Degen (* 1967), deutscher Fußballspieler und Trainer

### K
- Karl Georg Degen (* 1961), deutscher Physiker und Hochschullehrer
- Konrad Degen (1811–1884), deutscher Theaterschauspieler
- Kurt Degen (1904–1993), deutscher Kunsthistoriker und Museumsleiter

### L
- Louis Degen (?–1897), deutscher Unternehmer
- Ludwig Degen (1826?–nach 1884), deutscher Ingenieur und Architekt

### M
- Manfred Degen (Politiker) (1939–2022), deutscher Politiker (SPD)
- Manfred Degen (Kirchenmusiker) (* 1957), deutscher Kirchenmusiker
- Marieke Degen, deutsche Hörfunk- und Wissenschaftsjournalistin
- Martin Degen (* 1944), Schweizer Architekt
- Max Degen (Journalist) (1884–1931), Schweizer Techniker, Journalist, Chefredakteur und Politiker
- Max Degen (Schauspieler) (1896–1966), Schweizer Schauspieler und Regisseur
- Michael Degen (1928–2022), deutscher Schauspieler und Schriftsteller

### P
- Paul Degen (1941–2007), Schweizer Illustrator, Karikaturist, Maler und Bildhauer
- Peter Degen (Architekt) (* 1945), Schweizer Stadtbauplaner und Hochschullehrer für Stadtbautheorie und -geschichte
- Peter Jochen Degen (1945–2012), deutscher Fernsehmoderator
- Philipp Degen (* 1983), Schweizer Fußballspieler

### R
- Rainer Degen (1941–2010), deutscher Altorientalist
- Richard Degen (Musiker) (1850–1918), deutscher Violinist
- Richard Degen (Richter) (1872–1945), deutscher Jurist und Richter
- Rolf Degen (Mediziner) (1926–2012), deutscher Neuropädiater und Epileptologe
- Rolf Degen (Politiker) (* 1950), Schweizer Politiker (FDP)
- Rolf Degen (Wissenschaftsjournalist) (* 1953), deutscher Wissenschaftsjournalist
- Rudolf Degen (Archäologe) (* 1930), Schweizer Archäologe und Museumskonservator
- Rudolf Degen (Musiker) (* 1937), österreichischer Kontrabassist

### S
- Stefan Degen (* 1981), Schweizer Politiker (FDP)

### T
- Theodor Heinrich Degen, deutscher Verwaltungsjurist und preußischer Abgeordneter

### V
- Valentin Degen (1902–1961), deutscher katholischer Priester und Geistlicher Rat

### W
- Walter Degen (1904–1981), Schweizer Politiker (BGB) und Veterinärmediziner
- Walther Degen (1899–1995), deutscher Politiker (SPD), MdHB
- Wendelin Degen (1932–2015), deutscher Mathematiker
- Werner Degen (1941–2018), Schweizer Unternehmer, Bank-/Wirtschaftsmanager und Stiftungsgründer
- Wilhelm Degen (1868–1950), Schweizer Lehrer, Journalist, Historiker und Namenforscher
- Wolfgang Degen (* vor 1959), deutscher Journalist